# Barani Búgor
Barani Búgor (en rus: Бараний Бугор) és un poble de l'óblast d'Astracan, a Rússia, segons el cens del 2010 tenia 225 habitants.